# Vymnjanka
Vymnjanka (vitryska: Вымнянка) är ett vattendrag i Belarus.   Det ligger i voblasten Vitsebsks voblast, i den nordöstra delen av landet, 260 km nordost om huvudstaden Minsk.
Omgivningarna runt Vymnjanka är en mosaik av jordbruksmark och naturlig växtlighet. Runt Vymnjanka är det ganska glesbefolkat, med 21 invånare per kvadratkilometer.